# Миямото, Кэндзи (фигурист)
Кэндзи Миямото (яп. 宮本 賢二 Миямото Кэндзи, ромадзи: Miyamoto Kenji; р. 6 ноября 1978 года) — японский фигурист, выступавший в танцах на льду. С 1995 года он находился в паре с Риэ Арикавой и вместе с ней дважды становился чемпионом Японии, хотя на международных соревнованиях они выступали менее успешно: лучшим достижением стало 8 место на чемпионатах Четырёх континентов 2002 и 2003 годов. После того, как Арикава в 2003 году закончила спортивную карьеру, Миямото встал в пару с Накако Цудзуки. Они выступали до 2006 года и трижды завоёвывали серебряную медаль национального чемпионата по фигурному катанию. В настоящее время Миямото работает тренером и хореографом, в том числе для ледовых шоу.